# صيدلية العزبي
تعتبر صيدلية العزبي أكبر سلسلة صيدليات في مصر. حتى (ديسمبر) 2015، الشركة تملك 90 صيدلية في محافظات مصر المختلفة . أنشأت الشركة في القاهرة عام 1975. يقع مقر إدارة الشركة في حي مدينة نصر في القاهرة.

## نبذة عن الشركة
توفر صيدلية العزبي للمستهلكين إمكانية الوصول إلى البضائع والحصول على الخدمات الصيدلانية والصحية في مصر من خلال مستودعات الأدوية وقسم الخدمات الصحية وقسم الرعاية الصحية. حتى 31 كانون الأول (ديسمبر) 2015، تملك صيدلية العزبي حوالي 90 مستودع أدوية حول مصر

## تاريخ الشركة
بدأت صيدلية العزبي عام 1975، بصيدلية في حي مصر الجديدة، وقد أسسها أحمد عصام العزبي. بحلول 2015، نمت صيدلية العزبي لتشمل مخازن ومركز رعاية الطفل التابع لها وحوالي 90 فرعا حول جمهورية مصر العربية.

## الجدل حول قانونية الصيدلية
قامت نقابة صيادلة مصر بشطب الدكتور أحمد العزبي مؤسس الصيدليات من النقابة مبررين قرارهم بأنه أنشأ سلاسل صيدليات بالمخالفة للمادة 30 من القانون127 لسنة 1955 الخاص بمزاولة المهنة، وقال الدكتور سيف إمام ـ أمين الصندوق بالنقابة ـ ان هذا القرار حماية لشباب الصيادلة.

## بيع الأدوية المهربة وغير القانونية
تقدمت مجموعة من شركات ومصانع الأدوية وأساتذة كلية الصيدلة ومفتشي إدارة الصيدلة ورابطة موردي المواد الخام الدوائية ببلاغات للنائب العام بخصوص بيع الأدوية المهربة وغير القانونية في صيدليات العزبي واتهامات ضد رئيس الإدارة المركزية لشئون الصيدلة بوزارة الصحة - و رئيس غرفة صناعة الدواء باتحاد الصناعات- وبعض مسئولي إدارة الصيدلة بتهم اهدار المال العام والفساد والتربح من مناصبهم وتمرير أدوية مهربة دون تسجيلها بوزارة الصحة أو تحليلها للتأكد من مطابقتها للمواصفات .
كما كشف رئيس جهاز حماية المستهلك في وقت لاحق، عن قيام الجهاز بضبط أدويه ومكملات غذائيه مهربه وغير مرخصه من وزارة الصحة بصيدلية العزبي .

## اتهامات بالتعسف مع الموظفين
أثير قيام إدارة صيدليات العزبي بعمليات فصل تعسفي للموظفين بدون تحقيقات جادة ويثار جدل حول قضايا تنظر أمام المحاكم المصرية بخصوص هذا الشأن .
كما قامت مجموعة سمت نفسها بحلف الفضول باختراق خوادم الشركة وأرسلت لكل الموظفيين الحاليين رسالة تدعوهم فيها لمؤازرة ما تقول عنهم مظلومين وتدعي أنها تريد اعتذارا لكل الموظفين الذين تعرضوا للإساءة في صيدليات العزبي .

## وصلات خارجية
- الموقع الرسمي